# Tacinga lilae
Tacinga lilae ist eine Pflanzenart in der Gattung der Tacinga aus der Familie der Kakteengewächse (Cactaceae). Das Artepitheton lilae ehrt die venezolanische Lehrerin und Menschenrechtlerin Lila Trujillo (1913–1987).

## Beschreibung
Tacinga lilae wächst strauchig mit wenigen aufrechten Zweigen und erreicht Wuchshöhen von bis zu 1,2 Meter. Die papillaten, nicht gehöckerten, breit elliptischen bis elliptischen Triebabschnitte sind an ihrer Basis verjüngt und besitzen eine stumpfe Spitze. Ältere Triebabschnitte sind fast zylindrisch. Die Triebabschnitte sind bis zu 18 Zentimeter lang, bis zu 10 Zentimeter breit und bis zu 1 Zentimeter dick. Die runde Areolen sind weiß. Die gelblich weißen, bis zu 3 Millimeter langen Glochiden werden mit der Zeit hellgelb. Von den zwei bis fünf weißlichen bis gelblich braunen Dornen sind einige zurückgebogen. Die Dornen sind 1 bis 1,2 Zentimeter lang.
Die gelben bis rötlich gelben Blüten erreichen eine Länge von bis zu 3 Zentimeter und Durchmesser von 1,2 bis 1,6 Zentimeter. Die fast kugelförmigen bis verkehrt kegelförmigen Früchte sind rosarot.

## Verbreitung und Systematik
Tacinga lilae ist in Venezuela im Bundesstaat Sucre verbreitet.
Die Erstbeschreibung erfolgte 1990 durch Baltazar Trujillo und Marisela Ponce. Lucas C. Majure und Raul Puente stellten die Art 2013 in die Gattung Tacinga.

## Nachweise